# Finnische Vorausscheidungen zum Eurovision Song Contest
Finnland nimmt seit 1961 am Eurovision Song Contest teil.

## Vorausscheidung 2006
Die finnische Vorausscheidung zum Eurovision Song Contest 2006 fand am 10. März 2006 in der Caribia Halle in Turku statt. Gewonnen hat die Hardrock-Band Lordi mit dem Titel Hard Rock Hallelujah. Beim Finale in Athen belegte der Titel Platz 1 des Finales und sorgte für den ersten Sieg Finnlands an einem Eurovision Song Contest.
Im Vorfeld wurden vier Vorrunden (am 3. Januar, 20. Januar, 27. Januar und 3. Februar 2006) ausgetragen. In jeder dieser Vorrunden traten drei Teilnehmer an. Dabei präsentierte jeder Interpret zwei Songs. Das Publikum wählte von jedem Teilnehmer den besseren Song aus, der dann im Finale am 10. März noch einmal zu sehen war und um die Fahrkarte nach Athen zur Wahl stand.
| Platz im Finale | Interpret           | Titel im Finale                 | Vorrunde | in der Vorrunde unterlegener Titel des jeweiligen Interpreten |
| --------------- | ------------------- | ------------------------------- | -------- | ------------------------------------------------------------- |
| 1               | Lordi               | Hard Rock Hallelujah            | 1        | Bringing back the balls to rock                               |
| 2               | Tomi Metsäketo      | Eternamente Maria               | 1        | Un posto fra le nuvole                                        |
| 3               | Anika Eklund        | Shanghain valot                 | 3        | Sinussa on jotain                                             |
| 4               | Jennie              | Take me higher                  | 1        | Look at your love                                             |
| 5               | Jane                | VIP                             | 3        | Sivuoireita                                                   |
| 6               | Kilpi               | Katharsis                       | 3        | Toinen minä                                                   |
| 7               | Nina & Hanna-Riikka | Who I am                        | 2        | This is what we came for                                      |
| 8               | Safe Six            | I can’t wait                    | 4        | Livin' it up                                                  |
| 9               | Johanna Pakonen     | Kerta viimeinen                 | 2        | Liian monta yötä                                              |
| 10              | Ville Pusa          | Eternally (mit Christa Renwall) | 2        | Over you                                                      |
| 11              | Katariina Hanninen  | Pala taivasta                   | 4        | Liian aikaisin                                                |
| 12              | Marita Taavitsainen | Enkeli Itkee                    | 4        | Antaudun                                                      |

## Vorausscheidung 2007
Die Vorausscheidung zum Eurovision Song Contest 2007 fand am 17. Februar 2007 wieder in der Caribia Halle in Turku statt. Im Vorfeld wurden wie im Vorjahr vier Vorrunden (am 20. Januar, 27. Januar, 3. Februar und 10. Februar 2006) ausgetragen. Im Finale wurden noch einmal die jeweils beliebteren Lieder präsentiert, aus denen wiederum die drei Besten gewählt wurden. Im abschließenden „Superfinale“ gewann Hanna Pakarinen mit 73.052 Stimmen vor Thunderstone (54.716 Stimmen) und Lovex (38.175 Stimmen) und wird Gastgeberland Finnland beim Song Contest vertreten.
| Platz im Finale | Interpret                | Titel im Finale      | Vorrunde | in der Vorrunde unterlegener Titel des jeweiligen Interpreten |
| --------------- | ------------------------ | -------------------- | -------- | ------------------------------------------------------------- |
| 1               | Hanna Pakarinen          | Leave me alone       | 1        | Tell me what to do                                            |
| 2               | Thunderstone             | Face in the mirror   | 1        | Forevermore                                                   |
| 3               | Lovex                    | Anyone anymore       | 3        | Wild and violent                                              |
| 4               | Laura                    | Take a chance        | 4        | Kosketa mua                                                   |
| 5               | Jann Wilde & Rose Avenue | Rock ’n' Roll Dreams | 4        | Cinnamon                                                      |
| 6               | Johanna Kurkela          | Olet uneni kaunein   | 3        | Jossain metsäin takana                                        |
| 7               | Humane                   | Plane away           | 2        | Bubble shell                                                  |
| 8               | Katra                    | Tietäjä              | 2        | Vaaratar                                                      |
| 9               | Kentala                  | Left my heart behind | 3        | Merry-go-round                                                |
| 10              | Jukka Kuoppamäki         | Levitä siivet        | 2        | Pikajuna                                                      |
| 11              | Jani & Jetsetters        | Musta sulhanen       | 1        | Etupenkillä                                                   |
| 12              | Beats and Styles         | See the signs        | 4        | Take it back                                                  |

## Vorausscheidung 2008
Die Vorausscheidung zum Eurovision Song Contest 2008 fand am 1. März 2008 im Kulttuuritalo in Helsinki statt. Im Gegensatz zu den Vorjahren trat dieses Jahr jeder der zwölf Teilnehmer mit nur einem Lied an. In den drei Vorrunden (am 8., 15. und 22. Februar) präsentierten je vier Teilnehmer ihren Beitrag. Die beiden beliebteren Beiträge qualifizierten sich automatisch für die Endrunde, während die anderen beiden Beiträge in eine weitere Qualifikationsrunde kamen. Diese Qualifikationsrunde fand am frühen Abend des 1. März kurz vor der tatsächlichen Vorausscheidung statt und ermöglichte zwei bereits ausgeschiedenen Beiträgen doch noch die Teilnahme am Finale. Die drei beliebtesten Beiträge des Finales präsentierten im abschließenden „Superfinale“ ein weiteres Mal ihre Beiträge, bevor eine letzte Abstimmung stattfand. Die True-Metal-Band Teräsbetoni gewann mit 38,9 % der Stimmen vor dem Schlagersänger Kari Tapio (33 %) und dem Dance-Musiker Cristal Snow (27,1 %).
| Platz im Finale | Interpret        | Titel                  | Vorrundenergebnis   |
| --------------- | ---------------- | ---------------------- | ------------------- |
| 1               | Teräsbetoni      | Missä miehet ratsastaa | 1 (51,7 %)          |
| 2               | Kari Tapio       | Valaise yö             | 1 (46,7 %)          |
| 3               | Cristal Snow     | Can’t save me          | 2 (27,4 %)          |
| 4               | Movetron         | Cubido                 | 2 (20,3 %)          |
| 4               | Kristian Meurman | Jos en sua saa         | 2 (26,8 %)          |
| 4               | Mikael Konttinen | Milloin                | 1 (46,1 %)          |
| 4               | Crumbland        | Pleasure               | Qualifikationsrunde |
| 4               | Vuokko Hovatta   | Virginia               | Qualifikationsrunde |
| 9               | Ninja            | Battlefield of love    | nicht qualifiziert  |
| 9               | Jippu            | Kanna minut            | nicht qualifiziert  |
| 9               | Hanna Marsh      | Broken flower          | nicht qualifiziert  |
| 9               | Jenna            | Sinua varten           | nicht qualifiziert  |

## Vorausscheidung 2009
Die Vorausscheidung zum Eurovision Song Contest 2009 fand am 31. Januar 2009 im Tampereen Messu- ja Urheilukeskus (TESC) in Tampere statt. Der Ablauf vom Vorjahr wurde beibehalten. In den drei Vorrunden (am 9., 16. und 21. Januar) präsentierten je vier Teilnehmer ihren Beitrag. Die beiden beliebteren Beiträge qualifizierten sich automatisch für die Endrunde, während die anderen beiden Beiträge in eine weitere Qualifikationsrunde kamen. Diese Qualifikationsrunde fand am frühen Abend des 31. Januars kurz vor der tatsächlichen Vorausscheidung statt und ermöglichte zwei bereits ausgeschiedenen Beiträgen doch noch die Teilnahme am Finale. Die drei beliebtesten Beiträge des Finales präsentierten im abschließenden „Superfinale“ ein weiteres Mal ihre Beiträge, bevor eine letzte Abstimmung stattfand. Die Eurodance-Band Waldo’s People gewann mit 45,1 % der Stimmen vor der Hip-Hop-Band Signmark feat. Osmo Ikonen (41,2 %) und der Pop-Rock-Band Passionworks feat. Tony Turunen (13,7 %).
| Platz im Finale | Interpret                       | Titel                   | Vorrundenergebnis   |
| --------------- | ------------------------------- | ----------------------- | ------------------- |
| 1               | Waldo’s People                  | Lose Control            | 1 (44,3 %)          |
| 2               | Signmark feat. Osmo Ikonen      | Speakerbox              | 1 (46,5 %)          |
| 3               | Passionworks feat. Tony Turunen | Surrender               | Qualifikationsrunde |
| 4               | Kwan                            | 10 000 Light Years      | 2 (31,9 %)          |
| 4               | Jari Sillanpää                  | Kirkas kipinä           | 2 (34,0 %)          |
| 4               | Tapani Kansa                    | Rakkautta on, rauhaa ei | 1 (37,4 %)          |
| 4               | Remu                            | Planeetta               | 2 (28,6 %)          |
| 4               | Vink                            | The Greatest Plan       | Qualifikationsrunde |
| 9               | Tiara                           | Manala                  | nicht qualifiziert  |
| 9               | Riikka                          | Meren                   | nicht qualifiziert  |
| 9               | Janita                          | Martian                 | nicht qualifiziert  |
| 9               | Sani                            | Doctor, Doctor          | nicht qualifiziert  |

## Vorausscheidung 2010
Die Vorausscheidung zum Eurovision Song Contest 2010 fand unter dem Titel Eurovision Laulukilpailu am 30. Januar 2010 im Tampereen Messu- ja Urheilukeskus (TESC) in Tampere statt. In den drei Vorrunden (am 8., 15. und 22. Januar) präsentierten je fünf Teilnehmer ihren Beitrag. Die drei beliebteren Beiträge jeder Runde qualifizierten sich automatisch für die Endrunde. Aus den restlichen sechs Beiträgen konnte eine Jury zwei weitere in das Finale befördern, entschied sich jedoch, nur den Beitrag von Maria Lund weiterzuhelfen. Am Abend des 30. Januar fand das Finale statt. Die drei beliebtesten Beiträge des Finales (Nina Lassander, Eläkeläiset und Kuunkuiskaajat) präsentierten im abschließenden „Superfinale“ ein weiteres Mal ihre Beiträge, bevor eine letzte Abstimmung stattfand.
| Platz im Finale | Interpret        | Titel                        | Anmerkungen                                                |
| --------------- | ---------------- | ---------------------------- | ---------------------------------------------------------- |
| 1               | Kuunkuiskaajat   | Työlki Ellää                 | Superfinale: 48.139 Anrufe/SMS Finale: 18.333 (2. Platz)   |
| 2               | Nina Lassander   | Cider Hill                   | im Superfinale 43.282 Anrufe/SMS Finale: 17.312 (3. Platz) |
| 3               | Eläkeläiset      | Hulluna Humpasta             | im Superfinale 23.120 Anrufe/SMS Finale: 20.051 (1. Platz) |
| 4               | Sister Twister   | Love At The First Sight      | im Finale 15.377 Stimmen                                   |
| 5               | Amadeus          | Anastacia                    | im Finale 12.250 Stimmen                                   |
| 6               | Heli Kajo        | Annankadun Kulmassa          | im Finale 11.443 Stimmen                                   |
| 7               | Linn             | Fatal Moment                 | im Finale 7.135 Stimmen                                    |
| 8               | Pentti Hietanen  | Il Mondo È Qui               | im Finale 6.671 Stimmen                                    |
| 9               | Maria Lund       | Sydän Ymmärtää               | durch Juryentscheid im Finale im Finale 6.663 Stimmen      |
| 10              | Antti Kleemola   | Sun Puolella                 | im Finale 3.907 Stimmen                                    |
| 11              | Bääbs            | You Don’t Know Tomorrow      | nicht qualifiziert                                         |
| 11              | Boys Of The Band | America (I Think I Love You) | nicht qualifiziert                                         |
| 11              | Monday           | Play                         | nicht qualifiziert                                         |
| 11              | Veeti Kallio     | Kerro Mulle Rakkaudesta      | nicht qualifiziert                                         |
| 11              | Osmo Ikonen      | Heaven Or Hell               | nicht qualifiziert                                         |

## Vorausscheidung 2011
Die Vorausscheidung zum Eurovision Song Contest 2011 findet unter dem Titel Eurovision Laulukilpailu im Holiday Club Caribia in der Kulturhauptstadt 2011 Turku statt.
Die Vorauswahl funktionierte nach dem gleichen Schema wie im Jahr zuvor. In den drei Vorrunden am 14., 21. und 28. Januar präsentierten je fünf Teilnehmer ihren Beitrag. Die drei beliebteren Beiträge jeder Runde qualifizierten sich automatisch für die Endrunde. Aus den restlichen sechs Beiträgen konnte eine Jury zwei weitere in das Finale befördern. Auch 2011 half die Jury nur einem Beitrag weiter, dem von Eveliina Määttä.
Am Abend des 12. Februars 2011 fand das Finale statt. Die drei beliebtesten Beiträge des Finales (Paradise Oskar, Father McKenzie und Saara Aalto) präsentierten im abschließenden „Superfinale“ ein weiteres Mal ihre Beiträge, bevor eine letzte Abstimmung stattfand.
| Platz im Finale | Interpret          | Titel                       | Anmerkungen                   |
| --------------- | ------------------ | --------------------------- | ----------------------------- |
| 1               | Paradise Oskar     | Da da dam                   | im Superfinale 46,7 %         |
| 2               | Saara Aalto        | Blessed with love           | im Superfinale 41 %           |
| 3               | Father McKenzie    | Good enough                 | im Superfinale 12 %           |
|                 | Eveliina Määttä    | Dancing in the dark         | durch Juryentscheid im Finale |
|                 | Sami Hintsanen     | Täältä maailmaan            |                               |
|                 | Milana Misic       | Sydämeni kaksi maata        |                               |
|                 | Cardiant           | Rapture in time             |                               |
|                 | Johanna Iivanainen | Luojani mun                 |                               |
|                 | Marko Maunuksela   | Synkän maan tango           |                               |
|                 | Stala & So         | Pamela                      |                               |
| 11              | Automatic Eye      | I’m Not the One Who’s Sorry | nicht qualifiziert            |
| 11              | Jonna              | Puppets                     | nicht qualifiziert            |
| 11              | Soma Manuchar      | Strong                      | nicht qualifiziert            |
| 11              | Jimi Constantine   | Party to Party              | nicht qualifiziert            |
| 11              | Tommi Soidinmäki   | Seis!                       | nicht qualifiziert            |